# Xavier Montrouzier

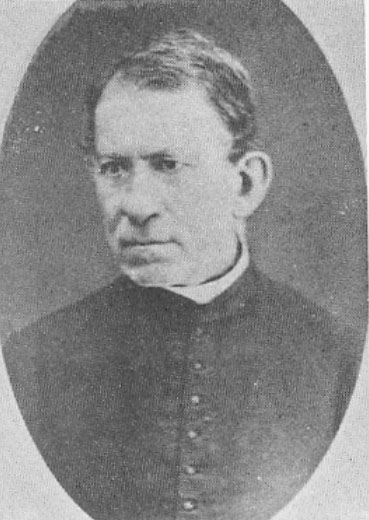
Xavier Montrouzier

Jean Xavier Hyacinthe Montrouzier (* 3. Dezember 1820 bei Montpellier; † 6. Mai 1897 in Saint-Louis (Neukaledonien)) war ein französischer Geistlicher und Naturforscher. Als Missionar in Melanesien erforschte er besonders Fauna und Flora von Neukaledonien.

## Leben
Montrouzier war der Sohn eines wohlhabenden Gutsbesitzers, der nahe Montpellier wohnte, und tat sich schon als Schüler in den Naturwissenschaften hervor. Er gewann einen Studienplatz am Lycée Louis-le-Grand in Paris und studierte an der Sorbonne, wo er Assistent von Antoine-Jérôme Balard war. 1841 wandte er sich einer Karriere als Missionar zu, wahrscheinlich angeregt durch die Nachricht vom „Märtyrertod“ des französischen Missionars und Heiligen Pierre Chanel in der Südsee. Er besuchte das Jesuitenkolleg in Montpellier und wurde 1843 zum Priester geweiht. Er gehörte zu den Maristen-Schulbrüdern und wirkte mit anderen Ordensmitgliedern 1845 auf den Salomonen als Missionar. Die Mission stand unter keinem guten Stern, gleich am Anfang wurde ihr Bischof von Eingeborenen getötet, sodass sie auf eine Nachbarinsel gingen, wo sie aber in eine Fehde von zwei benachbarten Stämmen verwickelt wurden (sie kauften Land an der Grenze beider Stämme, hatten aber nur die Erlaubnis eines der Stämme).
1847 gingen die Ordensbrüder deshalb nach Woodlark Island an der Ostküste von Papua-Neuguinea. Montrouzier scheiterte auch hier als Missionar. Die Ureinwohner waren zwar wohlgesinnt, er beging aber den Fehler, in einer Hungersnot nur die Bekehrten des Stammes zu unterstützen. 1852 verließ er die Insel und ging nach Sydney, wo er zwei Jahre blieb und die Naturforscherfamilie der Macleays kennenlernte (darunter William Sharp Macleay). Hier schrieb und veröffentlichte er auch seine Abhandlung über die Fauna und Flora, die Ureinwohner und Missionsgeschichte von Woodlark Island.
1853 begab er sich in die französische Kolonie Neukaledonien, wo er 1856 eine Mission auf der Île Art gründete. Er lebte dort mit Unterbrechungen bis 1866 und verfasste das Werk Flore de L'ile Art über die Botanik der Insel. Er war anschließend Pfarrer (Curé) von Nouméa auf Neukaledonien und Seelsorger des Gefängnisses der Insel. Frankreich sah er nie wieder.
Er sammelte als Naturforscher auch auf Reisen in Australien, Tahiti, La Réunion und Madagaskar. Seine Conchyliensammlung ist im Naturhistorischen Museum in Bordeaux, seine botanische Sammlung im Herbarium der Universitäten Lyon und Montpellier. Seine botanische Sammlung wurde vom Botaniker und Politiker Georges Beauvisage (1852–1925) beschrieben.
Als Entomologe benannte er den Uraniafalter Lyssa macleayi 1856 nach William Sharp Macleay und er erstbeschrieb den Baumhummer. Seine Insektensammlungen schickte er nach London, Sydney, Paris, Brüssel und Lyon, seine für Montpellier bestimmte Hauptsammlung wurde aber vernichtet, nachdem man Befall mit dem Kabinettkäfer feststellte.

## Ehrungen
Nach Montrouzier ist der Schmetterling Papilio montrouzieri aus der Familie der Ritterfalter sowie die Pflanzengattung Montrouziera Pancher ex Planch. & Triana  aus der Familie der Clusiaceae benannt.

## Schriften
- Flore de L'ile Art (Pres de la Nouvelle Caledonie). Mémoires de l'Academie (Royale) des Sciences, Belles-Lettres et Arts de Lyon, sér. 2, 10, 1860: S. 173–254
- Essai sur la faune de l'île de Woodlark ou Mouiou, Annales de la Société d'Agriculture de Lyon, 2, 7, 1855, S. 1–114